# Гидрологические памятники природы Луганской области
Гидрологические памятники природы Луганской области — уникальные или типичные гидрологические объекты на территории Луганской области Украины, имеющих научную, культурно-познавательную или эстетическую ценность, и охраняемые государством (либо нуждающиеся в охране).

## Антрацитовский район
На территории Антрацитовского района официально оформлен 1 гидрологический памятник природы местного значения и ещё 1 пока официально не утверждён.
- Чеховский колодец — источник, гидрологический памятник природы местного значения[1], расположенный в байрачной дубраве на склоне Рагозина балки, бассейн реки Крепенькая, в 5 км на запад от города Антрацит. Дебит источника составляет 0,3 л/сек. Вода по химическому составу сульфатно-гидрокарбонатно-кальциевая, питьевая, с приятным вкусом. Исторически, место связано с писателем Антоном Павловичем Чеховым.
- Источник «Святой Антипий» — источник питьевой воды в 200 м на восток от автотрассы Ровеньки — Луганск, в урочище «Святой Антипий» (правый приток реки Большая Каменка). Водосодержащими породами являются трещиноватые песчаники, известняки, реже песчанистые и глинистые сланцы, горизонт зоны выветривания каменноугольных отложений до глубины 50-100 м. Воды слабонапорные, пластово-трещиноватые породы. Питание водоносных горизонтов происходит за счёт инфильтрации атмосферных осадков. Запасы подземных вод утверждены. Химический состав воды — гидрокарбонатно-кальциевая. Вода используются местным населением. Источник требует наблюдения.

## Беловодский район
На территории Беловодского района официально оформлен 1 гидрологический памятник природы местного значения — Водяной колодец.

## Белокуракинский район
На территории Белокуракинского района нет ни одного гидрологического памятника природы.

## Краснодонский район
На территории Краснодонского района нет ни одного гидрологического памятника природы.

## Кременской район
- Кременские каптажи. Кременской район, южная окраина г. Кременная, 300 м на юго-запад от дороги на Красную Дубраву. Эксплуатационный водоносный горизонт — карстовая зона верхнемеловых отложений центральной части Кременской мульды. Запасы подземных вод утверждены в ГКЗ СССР. Вода каптажей пресная, используется для водоснабжения населения. Месторождение «Кременские каптажи» имеет гидрогеологическую ценность, поскольку является единственным источником естественной разгрузки верхнемелового водоносного горизонта, приуроченного к трещиноватых мергелей турон-коньякского яруса имеют ограниченную площадь в пределах мульды. Водоносность мергелей связана с трещинами, происхождение которых обусловлено процессами выветривания и дальнейшего размыва трещин подземными водами, зависит от степени развития и глубины вреза гидрографической сети. Питание мелового водоносного горизонта происходит за счёт атмосферных осадков, а также инфильтрации аллювиальных вод. Вода водозабора пресная, с сухим остатком 0,35 г/л, умеренно жесткая с общей жесткостью — 5,5 моль/л. По типу вода — сульфатно-гидрокарбонатная с преобладанием катионов кальция, среда слабощелочная рН — 7,6-7,7. Это один из немногих водозаборов области, где питьевые воды пресные и минерализация не превышает 0,5 г/л и имеет хорошие вкусовые свойства. Требует присмотра.
- Климовский источник.

## Лутугинский район
На территории Лутугинского района нет ни одного гидрологического памятника природы.

## Марковский район
На территории Марковского района нет ни одного гидрологического памятника природы.

## Меловский район
- Новоникольский источник
- Кристальная (источник)
- Калмычанка (источник)

## Новоайдарский район
- Крымская дача

## Новопсковский район
На территории Новопсковского района нет ни одного гидрологического памятника природы.

## Первомайск
- Золотовский источник

## Перевальский район
На территории Перевальского района нет ни одного гидрологического памятника природы.

## Попаснянский район
- Горный источник (Лисичанск)
- Гороховский источник
- Райалександровский источник

## Сватовский район
- Верхний пруд
- Нижний пруд
- Источник Ковалевский-1
- Источник Ковалевский-2
- Мостики (источник)
- Поповский источник
- Колодец Новопавловский серебристый — источник, гидрологический памятник природы, находится в 600 м на северо-восток от села Павловка, слева от дороги Сватово — Белокуракино. В геоморфологическом отношении — это левобережный склон водораздела рек Красная и Хорина. Абсолютные высоты в месте выхода подземных вод составляют 137 м над уровнем моря. Подходы к источнику выложены из камня и забетонированы. Воды преимущественно гидрокарбонатно-сульфатные и сульфатно-гидрокарбонатные с минерализацией от 0,5 до 2,3 г/л. Дебит составляет от 0,014 до 0,048 л/с.

## Свердловский район
На территории Свердловского района нет ни одного гидрологического памятника природы.

## Славяносербский район
На территории Славяносербского района нет ни одного гидрологического памятника природы.

## Станично-Луганский район
- Большечерниговский источник
- Золотарёвский источник. Станично-Луганский район, 1,8 км севернее села Золотарёвка и дороги в с. Чугинку, верховье балки Киселевой. Образованию водоносного горизонта в песках способствуют подстелающие их алевролиты. Водоносный горизонт почвенный, его мощность до 10 м. Дебит источников изменяется от 0,08 до 4,42 л/сек, воды солоноватые с сухим остатком 3,3-5,1 г/л. Глубина залегания уровня воды на склонах балок, в местах выхода на дневную поверхность — 0,0 г. Питание водоносного горизонта осуществляется атмосферными осадками на площадях выхода бучацких песков на дневную поверхность и за счет гидравлической связи с вышеразмещёнными водоносными горизонтами. Воды источника в балке Киселевой соответствуют Ижевскому типу минеральных вод по заключению Одесского НИИ курортологии. Используется местным населением для лечебных целей. Требует присмотра.
- Кибикинский колодец

## Старобельский район
На территории Старобельского района находится 3 источника:
- Лозовский источник
- Новоборовский источник
- Шпотинский источник

## Троицкий район
На территории Троицкого района нет ни одного гидрологического памятника природы.